# Ca Ribas
Ca Ribas és una obra eclèctica de Valls (Alt Camp) protegida com a Bé Cultural d'Interès Local.

## Descripció
És un edifici amb planta baixa i tres plantes d'habitatges. Disposa de tres obertures per planta que corresponen als balcons; tots els centrals tenen una columna intermèdia, fins i tot la finestra balconera de la tercera planta. Al priner pis, el balcó és corregut.
La cornisa és recolza en vint-i-cins mènsules petites. També hi ha mènsules per sota els balcons, de diferents mides. Els balcons tenen baranes de ferro d'un disseny molt geomètric.
A la façana, vora el portal d'entrada, hi ha una plaça commemorativa on s'hi pot llegir: "Ací nasqué el 27-VIII-1894 Manuel Gonzàlez Alba. Morí gloriosament en defensa de la llibertat el 6 d'octubre 1934".